# Aeropuerto Departamental de Treinta y Tres
El Aeropuerto Departamental de Treinta y Tres (IATA: TYT, OACI: SUTR) es un aeropuerto público que sirve a la ciudad de Treinta y Tres, en Uruguay, situado a 5 km al noreste de la ciudad.
Actualmente opera solamente vuelos domésticos no regulares, exclusivamente bajo reglas de vuelo visual, y su categoría OACI es 2B.

## Pistas
El aeródromo cuenta con dos pistas de aterrizaje. La pista 10/28 es de césped y tiene una longitud de 600 metros de largo y 24 de ancho. La pista 01/19 es de césped y tiene una longitud de 1070 metros de largo y 38 de ancho.

## Aerolíneas y destinos

### Destinos nacionales cesados
- PLUNA
  - Melo, Uruguay / Aeropuerto Internacional de Cerro Largo
  - Montevideo, Uruguay / Aeropuerto Internacional de Carrasco
  - Rivera, Uruguay / Aeropuerto Internacional Presidente General Óscar D. Gestido
  - Vichadero, Uruguay / Aeródromo de Vichadero

- Transporte Aéreo Militar Uruguayo (TAMU)
  - Melo, Uruguay / Aeropuerto Internacional de Cerro Largo
  - Montevideo, Uruguay / Aeropuerto Internacional de Carrasco
  - Rivera, Uruguay / Aeropuerto Internacional Presidente General Óscar D. Gestido
  - Tacuarembó, Uruguay / Aeropuerto Departamental de Tacuarembó

## Estadísticas
En 2020 se realizaron 106 vuelos nacionales de taxis aéreos; sin embargo, no hubo tránsito de pasajeros. La mayoría de las operaciones en ese aeródromo son realizadas por empresas de fumigación.

## Acceso
El acceso al aeropuerto se encuentra entre los kilómetros 291 y 292 de la ruta 17. Se accede a Treinta y Tres por la calle Walter Cuadrado al sur y la ruta 17 al oeste. La ciudad cuenta con servicio de ómnibus y taxis.